# Кіпр на зимових Олімпійських іграх 1988
Кіпр на зимових Олімпійських іграх 1988 в Калгарі (Канада), була представлена трьома спортсменами (2 чоловіками та однією жінкою) в одному виді спорту — гірськолижний спорт. Країна втретє взяла участь в зимових Олімпійських іграх. Кіпріотські спортсмени не здобули жодної медалі.

## Спортсмени
| Вид спорту          | Чоловіки | Жінки | Всього |
| ------------------- | -------- | ----- | ------ |
| Гірськолижний спорт | 2        | 1     | 3      |
| Усього              | 2        | 1     | 3      |

## Гірськолижний спорт
| Спортсмен           | Дисципліна                   | Спуск 1      | Спуск 2 | Разом        | Разом |
| Спортсмен           | Дисципліна                   | Час          | Час     | Час          | Місце |
| ------------------- | ---------------------------- | ------------ | ------- | ------------ | ----- |
| Алехіс Фотіадіс     | супергігант, чоловіки        |              |         | не фінішував | –     |
| Сократіс Аристодіму | супергігант, чоловіки        |              |         | 2:03.10      | 48    |
| Алехіс Фотіадіс     | гігантський слалом, чоловіки | 1:23.17      | 1:20.45 | 2:43.62      | 58    |
| Сократіс Аристодіму | гігантський слалом, чоловіки | 1:20.54      | 1:16.53 | 2:37.07      | 54    |
| Алехіс Фотіадіс     | слалом, чоловіки             | не фінішував | –       | не фінішував | –     |
| Сократіс Аристодіму | слалом, чоловіки             | 1:11.48      | 1:04.62 | 2:16.10      | 32    |
| Кароліна Фотіаду    | гігантський слалом, жінки    | 1:19.02      | 1:25.56 | 2:44.58      | 27    |
| Кароліна Фотіаду    | слалом, жінки                | 1:07.36      | 1:07.56 | 2:14.92      | 26    |